# Sint-Veroonkapel (Lembeek)

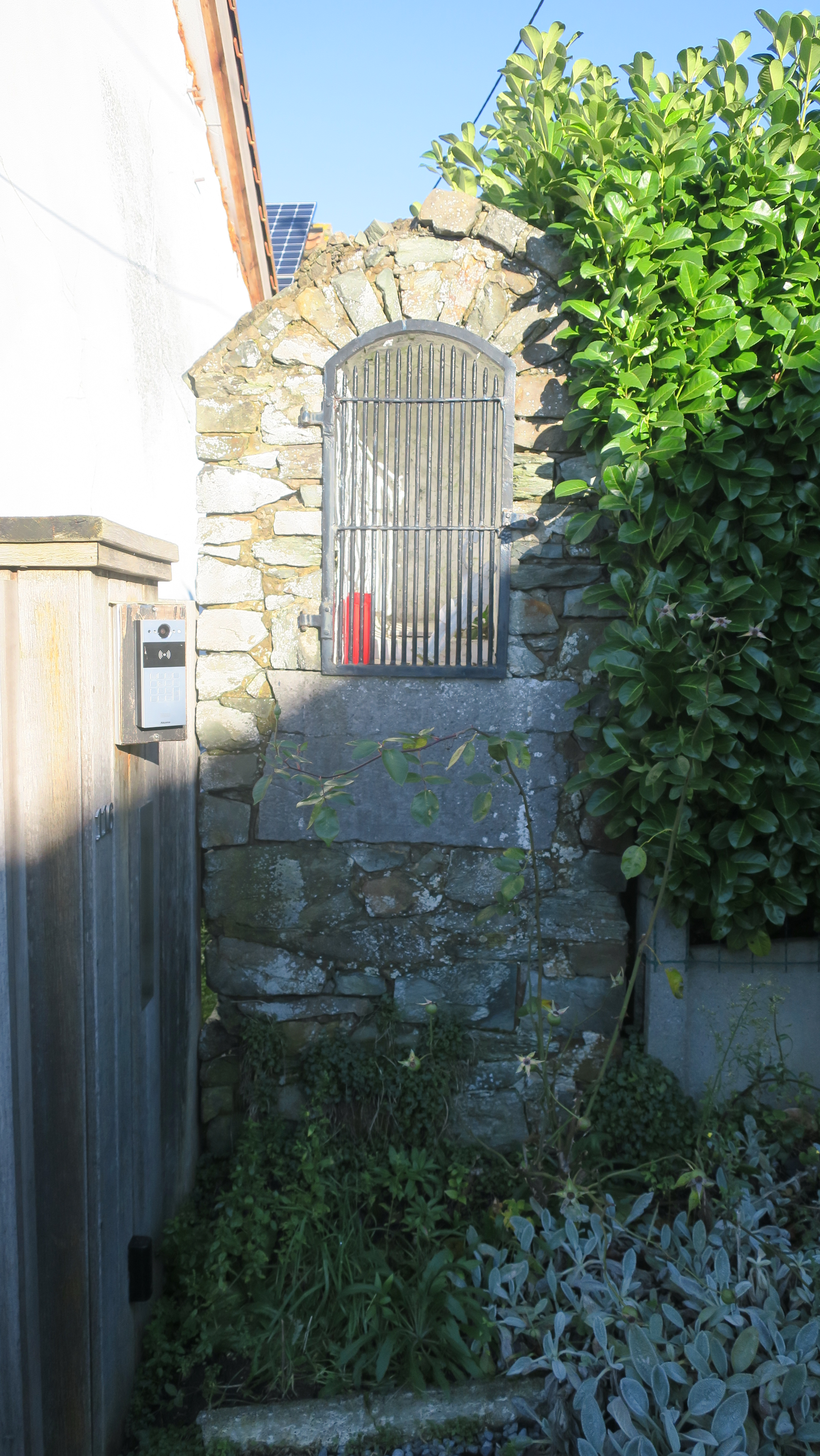

De Sint-Veroonkapel bevindt zich in Lembeek, een deelgemeente van Halle. Ze is gelegen aan de Berendries 116.
In 1928 bouwde de familie Denayer deze kapel. Ze is volledig vervaardigd uit natuursteen en had vroeger een topkruisje. Een ijzeren hekje sluit de nis, waaronder een gedenksteen zit, af. In de kapel staat niet het originele beeld, want dit wordt bewaard bij de familie en wordt enkel tijdens de Sint-Veroonmars uitgehaald.  
De kapel met het heiligenbeeld vormt nog steeds een actief deel van de Sint-Veroonmars die elk jaar uitgaat.